# Hausvogteiplatz
Hausvogteiplatz – plac w Berlinie, w Niemczech, w dzielnicy Mitte, okręgu administracyjnym Mitte. Został wytyczony w połowie XVIII wieku.
Przy placu znajduje się stacja metra linii U2 Hausvogteiplatz.